# Lov
Lov je dejavnost iskanja, opazovanja, zasledovanja, vabljenja in čakanja divjadi s ciljem upleniti divjad ali odloviti divjad živo ter pobiranje divjadi ali njenih delov.

## Pomen lova v današnjem času
V današnjem času se lov nanaša na legalno in kontrolirano dejavnost lovljenja (predvsem) divjih živali, ki se tako loči od prepovedanega, nenadzorovanega krivolova. Lov je tako nadzorovan, da lahko lovci lovijo določene lovne živali le v določenem časovnem obdobju (lovski sezoni). Lov več ni potreben zaradi mesa niti ostalih dobrin ki jih nudijo živalska telesa. Namen obstoja lovcev v današnjem času je, da regulirajo številčnost divjadi in drugih prosto živečih živali. Tako kot nekoč je tudi danes med lovci pogosta tekmovalnost v zbiranju trofej, kar pa ni povezano z zaščito in ohranitvijo narave ter v njej prosto živečih živalskih vrst. Zato je takšno neodgovorno obnašanje posameznikov škodljivo in tudi eden od argumentov protilovskih protestnikov, zakaj bi morali lovske družine ukiniti.

## Pomen lova v preteklosti
Lov je bila ena prvih in hkrati tudi najpomembnejših človeških panog že v prazgodovini, saj je omogočal preživetje predvsem v času ko še ni bilo udomačenih živali in so se preživljali z lovom in nabiralništvom. Lov je imel tudi eno ključnih vlog v razvoju in predku človeške vrste kot take, saj je bilo za lovljenje divjadi in ostalega plena treba najprej izdelati orožje s katerim ga bodo tudi uspešno ujeli in ubili, potrebno je bilo orodje, s katerim so ulov razkosali in njegove dele čim bolje izkoristili. Kot je znano, je bila za uspešno izpeljan lov potrebna tudi strategija, na primer pri lovu na mamute. Nenazadnje pa je bil osnovni namen lova za takratne ljudi nedvomno pridobitev dobrin teh živih bitij (kožuh, kosti, rogovje, čekani,...) in pa predvsem meso, ki jim je omogočilo preživetje in tudi nadaljnji razvoj. Človeški možgani naj bi se začeli drastično širiti in večati prav ko so ljudje pričeli uživati meso, dokler niso zrasli do podobne velikosti kot so možgani normalnega predstavnika človeške vrste v današnjem času. Tudi v prejšnjih stoletjih in srednjem veku je imel lov družbeno vlogo predvsem kot statusni simbol aristokracije, ki niso lovili z namenom zagotovitve svojega preživetja kot so to počeli praljudje, marveč z namenom zbiranja trofej in preprosto povedano, ker je bil lov takrat v »modi«. Tako je imel lov neizpodbitno zelo velik pomen v preteklosti, ki pa ga je od prvih udomačenih živali pa vse do danes izgubil.

## Lovsko orodje
Lovsko orodje oziroma orožje so vse vrste priprave, ki se in so se uporabljale v lovske namene. V to kategorijo lahko štejemo med drugim tudi dinamit. Z razvojem človeka se je razvijalo tudi orodje, ki mu je olajševalo opravila, kot tudi orožje, ki ga je uporabljal tako za lov kot v vojnah. Zato ni čudno, da ima ta kategorija tako širok razpon, da je nemogoče našteti vse njene predstavnike, sploh pa še zaradi kulturnih razlik in različnih lovskih navad po svetu. Tako se še danes ponekod v uporabljajo kopja, pihalniki, loki in puščice, medtem ko je drugod lov že skoraj zamrl.
Najpogostejši lovski pripomočki in priprave so bili: lok in puščice, samostreli, pihalniki, kopja, pasti v obliki mrež, zank in pasti za medvede, puške dvocevke, šibrovke, lupare (izraz izvira iz italijanščine in pomeni puško s katero so nekoč streljali volkove; lupa pomeni volkulja) idr.
Jasno je, da so bile za lov primerne predvsem vrste orožja z daljšim dosegom in pasti, medtem ko se orožje na blizu večinoma ni uporabljalo.